# Hindoustani du Suriname
L'hindoustani du Suriname (Sarnami Hindi ou Sarnami Hindustani) est une langue régionale du Suriname, très proche du bhodjpouri et de l'hindoustani caribéen, apparentée de plus loin à l'hindoustani compris comme ensemble hindi-ourdou. Selon le recensement de 2005, il est parlé dans 15,3% des foyers surinamiens.
Il intègre un vocabulaire composé d'un tiers d'anglais, et dans une moindre mesure, de portugais, et d'espagnol, ainsi que de deux tiers d'hindi, langue principale parlée en Inde. Cette langue régionale du Suriname est très isolée, et surtout est très éloignée du hindi parlé en Inde, et évolue dans le cadre d'un isolat.  